# Saison 6 de Frasier
Chronologie
Saison 5 Saison 7
Cet article présente le guide des épisodes de la sixième saison de la sitcom Frasier.

## Liste des épisodes

### Épisode 1:Les Cinq Phases (2/2)
- États-Unis : 24 septembre 1998 sur NBC
- Belgique : 17 septembre 2012 sur Club RTL
- France : 23 juillet 2001 sur Serie Club

Timothy Odmundsen (le réalisateur)

### Épisode 2:La Malédiction
- États-Unis : 1er octobre 1998 sur NBC
- Belgique : 18 septembre 2012 sur Club RTL

### Épisode 3:Faux départ
- États-Unis : 8 octobre 1998 sur NBC
- Belgique : 18 septembre 2012 sur Club RTL

### Épisode 4:Au théâtre ce soir
- États-Unis : 15 octobre 1998 sur NBC
- Belgique : 19 septembre 2012 sur Club RTL

### Épisode 5:La Clé des songes et des champs
- États-Unis : 29 octobre 1998 sur NBC
- Belgique : 19 septembre 2012 sur Club RTL

Teri Hatcher (Mary)

### Épisode 6:L'Admiratrice secrète
- États-Unis : 5 novembre 1998 sur NBC
- Belgique : 20 septembre 2012 sur Club RTL

### Épisode 7:Comment enterrer un millionnaire
- États-Unis : 12 novembre 1998 sur NBC
- Belgique : 20 septembre 2012 sur Club RTL

### Épisode 8:L'Intrus
- États-Unis : 19 novembre 1998 sur NBC
- Belgique : 21 septembre 2012 sur Club RTL

### Épisode 9:Un prêté pour un rendu
- États-Unis : 10 décembre 1998 sur NBC
- Belgique : 21 septembre 2012 sur Club RTL

### Épisode 10:Joyeux Noël madame Moskowitz
- États-Unis : 17 décembre 1998 sur NBC
- Belgique : 24 septembre 2012 sur Club RTL

### Épisode 11:Le Bon Samaritain
- États-Unis : 7 janvier 1999 sur NBC
- Belgique : 24 septembre 2012 sur Club RTL

- William H. Macy
- Ron Howard

### Épisode 12:Les Parents terribles
- États-Unis : 21 janvier 1998 sur NBC
- Belgique : 25 septembre 2012 sur Club RTL

### Épisode 13:Le Bon Vieux Temps
- États-Unis : 4 février 1999 sur NBC
- Belgique : 25 septembre 2012 sur Club RTL

### Épisode 14:Le Saint-Valentin
- États-Unis : 11 février 1999 sur NBC
- Belgique : 26 septembre 2012 sur Club RTL

### Épisode 15:Le Secret de famille
- États-Unis : 18 février 1998 sur NBC
- Belgique : 26 septembre 2012 sur Club RTL

### Épisode 16:La Maison au bord du lac
- États-Unis : 25 février 1999 sur NBC
- Belgique : 27 septembre 2012 sur Club RTL

### Épisode 17:Réception, déceptions
- États-Unis : 11 mars 1999 sur NBC
- Belgique : 27 septembre 2012 sur Club RTL

### Épisode 18:La Leçon de claquettes
- États-Unis : 25 mars 1999 sur NBC
- Belgique : 28 septembre 2012 sur Club RTL

### Épisode 19:QI
- États-Unis : 8 avril 1999 sur NBC
- Belgique : 28 septembre 2012 sur Club RTL

### Épisode 20:Docteur Jekyll
- États-Unis : 29 avril 1999 sur NBC
- Belgique : 1er octobre 2012 sur Club RTL

Christine Baranski (Dr Nora), Piper Laurie (Mrs. Mulhern), Gillian Anderson, Pia Zadora

### Épisode 21:Un homme et deux femmes
- États-Unis : 6 mai 1999 sur NBC
- Belgique : 1er octobre 2012 sur Club RTL

### Épisode 22:Les Visions de Daphné
- États-Unis : 13 mai 1999 sur NBC
- Belgique : 2 octobre 2012 sur Club RTL

### Épisode 23:Nuits animées à Seattle (1/2)
- États-Unis : 20 mai 1999 sur NBC
- Belgique : 2 octobre 2012 sur Club RTL

### Épisode 24:Nuits animées à Seattle (2/2)
- États-Unis : 20 mai 1999 sur NBC
- Belgique : 3 octobre 2012 sur Club RTL